# Sport-Club Freiburg 2014-2015
Questa voce raccoglie le informazioni riguardanti lo  Sport-Club Freiburg   nelle competizioni ufficiali della stagione calcistica 2014-2015.

## Stagione
Nella stagione 2014-2015 il Friburgo, allenato da Christian Streich, concluse il campionato di Bundesliga al 17º posto e retrocesse in 2. Bundesliga. In coppa di Germania il Friburgo fu eliminato ai quarti di finale dal Wolfsburg.

## Organigramma societario

### Staff tecnico
- Klemens Hartenbach - Direttore Sportivo
- Iraklis Metaxas - Direttore scuola calcio
- Klemens Hartenbach - Capo degli osservatori
- Christian Streich - Allenatore
- Lars Voßler - Allenatore in seconda
- Patrick Baier - Allenatore in seconda
- Simon Ickert- Preparatore atletico
- Dr. Andreas Aust - Medico sociale
- Andreas Kronenberg - Preparatore dei portieri

## Rosa
| N. |                      | Ruolo | Calciatore          |
| -- | -------------------- | ----- | ------------------- |
| 1  | Svizzera (bandiera)  | P     | Roman Bürki         |
| 2  | Rep. Ceca (bandiera) | D     | Pavel Krmaš         |
| 3  | Spagna (bandiera)    | D     | Marc Torrejón       |
| 5  | Francia (bandiera)   | D     | Christopher Jullien |
| 7  | Rep. Ceca (bandiera) | C     | Vladimír Darida     |
| 8  | Germania (bandiera)  | C     | Mike Frantz         |
| 11 | Germania (bandiera)  | A     | Dani Schahin        |
| 14 | Svizzera (bandiera)  | A     | Admir Mehmedi       |
| 15 | Serbia (bandiera)    | D     | Stefan Mitrović     |
| 16 | Norvegia (bandiera)  | C     | Mats Møller Dæhli   |
| 18 | Germania (bandiera)  | A     | Nils Petersen       |
| 19 | Germania (bandiera)  | P     | Daniel Batz         |

| N. |                                 | Ruolo | Calciatore         |
| -- | ------------------------------- | ----- | ------------------ |
| 20 | Germania (bandiera)             | D     | Marc-Oliver Kempf  |
| 21 | Germania (bandiera)             | P     | Sebastian Mielitz  |
| 22 | Germania (bandiera)             | A     | Sascha Riether     |
| 23 | Germania (bandiera)             | C     | Julian Schuster    |
| 24 | Bosnia ed Erzegovina (bandiera) | D     | Mensur Mujdža      |
| 26 | Germania (bandiera)             | A     | Maximilian Philipp |
| 27 | Germania (bandiera)             | C     | Nicolas Höfler     |
| 30 | Germania (bandiera)             | D     | Christian Günter   |
| 31 | Slovacchia (bandiera)           | C     | Karim Guédé        |
| 33 | Stati Uniti (bandiera)          | C     | Caleb Stanko       |
| 36 | Germania (bandiera)             | C     | Felix Klaus        |
| 41 | Germania (bandiera)             | D     | Immanuel Höhn      |

## Risultati

### Bundesliga

#### Girone di andata
| Arbitro: | Meyer |

|               |           |  |
| Seferović 15’ | Marcatori |  |

| Friburgo in Brisgovia 31 agosto 2014, ore 17:30 CEST 2ª giornata | Friburgo  | 0 – 0 referto | Borussia M'gladbach | Stadion an der Schwarzwaldstraße (24 000 spett.)\| Arbitro: \| Gagelmann \| |
| Arbitro:                                                         | Gagelmann |               |                     |                                                                             |

| Arbitro: | Dankert |

|                                     |           |          |
| Ramos 34’ Kagawa 41’ Aubameyang 78’ | Marcatori | 90’ Sorg |

| Arbitro: | Meyer |

|                     |           |                |
| Kempf 30’ Klaus 79’ | Marcatori | 36’, 90’ Ronny |

| Arbitro: | Kinhöfer |

|                                          |           |                                   |
| Elyounoussi 44’ Rudy 63’ Vestergaard 90’ | Marcatori | 31’, 33’ Frantz 75’ (rig.) Darida |

| Friburgo in Brisgovia 27 settembre 2014, ore 15:30 CEST 6ª giornata | Friburgo | 0 – 0 referto | Bayer Leverkusen | Stadion an der Schwarzwaldstraße (23 500 spett.)\| Arbitro: \| Brych \| |
| Arbitro:                                                            | Brych    |               |                  |                                                                         |

| Arbitro: | Kircher |

|              |           |                  |
| Di Santo 31’ | Marcatori | 8’ (rig.) Darida |

| Arbitro: | Dingert |

|          |           |                   |
| Kerk 90’ | Marcatori | 8’, 66’ Caligiuri |

| Arbitro: | Fritz |

|                                  |           |  |
| Verhaegh 11’ (rig.) Altıntop 66’ | Marcatori |  |

| Arbitro: | Gagelmann |

|  |           |                   |
|  | Marcatori | 50’ (rig.) Darida |

| Arbitro: | Zwayer |

|                       |           |  |
| Günter 22’ Schmid 68’ | Marcatori |  |

| Arbitro: | Siebert |

|                   |           |                        |
| Díaz 27’ Bell 88’ | Marcatori | 30’ Schmid 58’ Mehmedi |

| Arbitro: | Gräfe |

|            |           |                                       |
| Darida 42’ | Marcatori | 31’, 76’ Harnik 52’ Gruezo 68’ Werner |

| Arbitro: | Sippel |

|              |           |                   |
| Kachunga 89’ | Marcatori | 18’ (rig.) Darida |

| Friburgo in Brisgovia 13 dicembre 2014, ore 15:30 CET 15ª giornata | Friburgo | 0 – 0 referto | Amburgo | Schwarzwald-Stadion (24 000 spett.)\| Arbitro: \| Stark \| |
| Arbitro:                                                           | Stark    |               |         |                                                            |

| Arbitro: | Drees |

|                       |           |  |
| Robben 41’ Müller 48’ | Marcatori |  |

| Arbitro: | Perl |

|                      |           |                            |
| Frantz 45’ Kempf 81’ | Marcatori | 83’ Bittencourt 90’ Joselu |

#### Girone di ritorno
| Arbitro: | Zwayer |

|                                          |           |         |
| Darida 61’ (rig.) Petersen 64’, 70’, 88’ | Marcatori | 1’ Russ |

| Arbitro: | Schmidt |

|              |           |  |
| Herrmann 23’ | Marcatori |  |

| Arbitro: | Brych |

|  |           |                             |
|  | Marcatori | 9’ Reus 56’, 72’ Aubameyang |

| Arbitro: | Kinhöfer |

|  |           |                       |
|  | Marcatori | 14’ Klaus 52’ Philipp |

| Arbitro: | Gagelmann |

|          |           |             |
| Höhn 25’ | Marcatori | 39’ Volland |

| Arbitro: | Hartmann |

|            |           |  |
| Rolfes 33’ | Marcatori |  |

| Arbitro: | Aytekin |

|  |           |              |
|  | Marcatori | 35’ Di Santo |

| Arbitro: | Stegemann |

|                                               |           |  |
| De Bruyne 19’ Rodríguez 78’ (rig.) Arnold 84’ | Marcatori |  |

| Arbitro: | Zwayer |

|                         |           |  |
| Schmid 71’ Petersen 84’ | Marcatori |  |

| Arbitro: | Dankert |

|            |           |  |
| Frantz 37’ | Marcatori |  |

| Gelsenkirchen 11 aprile 2015, ore 15:30 CEST 28ª giornata | Schalke 04 | 0 – 0 referto | Friburgo | Veltins-Arena (61 471 spett.)\| Arbitro: \| Drees \| |
| Arbitro:                                                  | Drees      |               |          |                                                      |

| Arbitro: | Stegemann |

|                        |           |                            |
| Mehmedi 81’ Schmid 90’ | Marcatori | 39’, 45’ Okazaki 84’ Malli |

| Arbitro: | Stark |

|                        |           |                          |
| Ginczek 24’ Harnik 27’ | Marcatori | 58’ (rig.), 85’ Petersen |

| Arbitro: | Gräfe |

|              |           |               |
| Petersen 40’ | Marcatori | 70’, 80’ Rupp |

| Arbitro: | Kircher |

|           |           |             |
| Kačar 90’ | Marcatori | 25’ Mehmedi |

| Arbitro: | Welz |

|                          |           |                    |
| Mehmedi 33’ Petersen 89’ | Marcatori | 13’ Schweinsteiger |

| Arbitro: | Stark |

|                              |           |              |
| Kiyotake 3’ Krmaš 84’ (aut.) | Marcatori | 90’ Petersen |

### Coppa di Germania
| Arbitro: | Kampka |

|  |           |                               |
|  | Marcatori | 51’ (rig.) Schuster 68’ Guédé |

| Arbitro: | Stegemann |

|                     |           |                                            |
| Rama 15’ Okotie 69’ | Marcatori | 25’ Freis 59’, 64’, 89’ Mehmedi 83’ Schmid |

| Arbitro: | Gräfe |

|                            |           |               |
| Ujah 17’ (aut.) Darida 18’ | Marcatori | 89’ Deyverson |

| Arbitro: | Stieler |

|                      |           |  |
| Rodríguez 72’ (rig.) | Marcatori |  |

## Statistiche

### Statistiche di squadra
| Competizione      | Punti | In casa | In casa | In casa | In casa | In casa | In casa | In trasferta | In trasferta | In trasferta | In trasferta | In trasferta | In trasferta | Totale | Totale | Totale | Totale | Totale | Totale | DR  |
| Competizione      | Punti | G       | V       | N       | P       | Gf      | Gs      | G            | V            | N            | P            | Gf           | Gs           | G      | V      | N      | P      | Gf     | Gs     | DR  |
| ----------------- | ----- | ------- | ------- | ------- | ------- | ------- | ------- | ------------ | ------------ | ------------ | ------------ | ------------ | ------------ | ------ | ------ | ------ | ------ | ------ | ------ | --- |
| Bundesliga        | 34    | 17      | 5       | 6       | 6       | 21      | 22      | 17           | 2            | 7            | 8            | 15           | 25           | 34     | 7      | 13     | 14     | 36     | 47     | -11 |
| Coppa di Germania | -     | 1       | 1       | 0       | 0       | 2       | 1       | 3            | 2            | 0            | 1            | 7            | 3            | 4      | 3      | 0      | 1      | 9      | 4      | +5  |
| Totale            | -     | 18      | 6       | 6       | 6       | 23      | 23      | 20           | 4            | 7            | 9            | 22           | 28           | 38     | 10     | 13     | 15     | 45     | 51     | -6  |

### Andamento in campionato
| Giornata  | 1  | 2  | 3  | 4  | 5  | 6  | 7  | 8  | 9  | 10 | 11 | 12 | 13 | 14 | 15 | 16 | 17 | 18 | 19 | 20 | 21 | 22 | 23 | 24 | 25 | 26 | 27 | 28 | 29 | 30 | 31 | 32 | 33 | 34 |
| --------- | -- | -- | -- | -- | -- | -- | -- | -- | -- | -- | -- | -- | -- | -- | -- | -- | -- | -- | -- | -- | -- | -- | -- | -- | -- | -- | -- | -- | -- | -- | -- | -- | -- | -- |
| Luogo     | T  | C  | T  | C  | T  | C  | T  | C  | T  | T  | C  | T  | C  | T  | C  | T  | C  | C  | T  | C  | T  | C  | T  | C  | T  | C  | C  | T  | C  | T  | C  | T  | C  | T  |
| Risultato | P  | N  | P  | N  | N  | N  | N  | P  | P  | V  | V  | N  | P  | N  | N  | P  | N  | V  | P  | P  | V  | N  | P  | P  | P  | V  | V  | N  | P  | N  | P  | N  | V  | P  |
| Posizione | 16 | 14 | 14 | 14 | 15 | 16 | 15 | 17 | 17 | 16 | 13 | 14 | 15 | 16 | 15 | 17 | 18 | 14 | 15 | 17 | 16 | 16 | 17 | 17 | 17 | 15 | 14 | 14 | 14 | 14 | 16 | 15 | 14 | 17 |

Legenda:

Luogo: C = Casa; T = Trasferta. Risultato: V = Vittoria; N = Pareggio; P = Sconfitta.

### Statistiche dei giocatori
| Giocatore    | Bundesliga | Bundesliga | Bundesliga  | Bundesliga | Coppa di Germania | Coppa di Germania | Coppa di Germania | Coppa di Germania | Totale   | Totale | Totale      | Totale     |
| Giocatore    | Presenze   | Reti       | Ammonizioni | Espulsioni | Presenze          | Reti              | Ammonizioni       | Espulsioni        | Presenze | Reti   | Ammonizioni | Espulsioni |
| ------------ | ---------- | ---------- | ----------- | ---------- | ----------------- | ----------------- | ----------------- | ----------------- | -------- | ------ | ----------- | ---------- |
| D. Batz      | -          | -          | -           | -          | -                 | -                 | -                 | -                 | -        | -      | -           | -          |
| R. Bürki     | 34         | 0          | 2           | 0          | 2                 | 0                 | 0                 | 0                 | 36       | 0      | 2           | 0          |
| S. Mielitz   | -          | -          | -           | -          | 2                 | 0                 | 0                 | 0                 | 2        | 0      | 0           | 0          |
| C. Günter    | 34         | 1          | 4           | 0          | 3                 | 0                 | 0                 | 0                 | 37       | 1      | 4           | 0          |
| I. Höhn      | 7          | 1          | 0           | 0          | 1                 | 0                 | 0                 | 0                 | 8        | 1      | 0           | 0          |
| C. Jullien   | 1          | 0          | 0           | 0          | -                 | -                 | -                 | -                 | 1        | 0      | 0           | 0          |
| M. Kempf     | 13         | 2          | 3           | 0          | 2                 | 0                 | 0                 | 0                 | 15       | 2      | 3           | 0          |
| P. Krmaš     | 22         | 0          | 6           | 1          | 1                 | 0                 | 1                 | 0                 | 23       | 0      | 7           | 1          |
| S. Mitrovič  | 14         | 0          | 2           | 1          | 2                 | 0                 | 1                 | 0                 | 16       | 0      | 3           | 1          |
| M. Mujdža    | 10         | 0          | 1           | 0          | 2                 | 0                 | 1                 | 0                 | 12       | 0      | 2           | 0          |
| S. Riether   | 19         | 0          | 3           | 0          | 2                 | 0                 | 0                 | 0                 | 21       | 0      | 3           | 0          |
| O. Sorg      | 25         | 1          | 3           | 0          | 2                 | 0                 | 1                 | 0                 | 27       | 1      | 4           | 0          |
| M. Torrejón  | 19         | 0          | 3           | 1          | 3                 | 0                 | 1                 | 0                 | 22       | 0      | 4           | 1          |
| V. Darida    | 31         | 6          | 3           | 1          | 3                 | 1                 | 0                 | 0                 | 34       | 7      | 3           | 1          |
| M. Frantz    | 25         | 4          | 3           | 0          | 2                 | 0                 | 0                 | 0                 | 27       | 4      | 3           | 0          |
| K. Guédé     | 18         | 0          | 3           | 0          | 4                 | 1                 | 0                 | 0                 | 22       | 1      | 3           | 0          |
| N. Höfler    | 20         | 0          | 2           | 0          | 2                 | 0                 | 0                 | 0                 | 22       | 0      | 2           | 0          |
| F. Kath      | 1          | 0          | 0           | 0          | -                 | -                 | -                 | -                 | 1        | 0      | 0           | 0          |
| F. Klaus     | 31         | 2          | 5           | 0          | 3                 | 0                 | 0                 | 0                 | 34       | 2      | 5           | 0          |
| M. Dæhli     | 2          | 0          | 0           | 0          | -                 | -                 | -                 | -                 | 2        | 0      | 0           | 0          |
| J. Schmid    | 33         | 4          | 2           | 0          | 4                 | 1                 | 0                 | 0                 | 37       | 5      | 2           | 0          |
| J. Schuster  | 21         | 0          | 7           | 0          | 3                 | 1                 | 1                 | 0                 | 24       | 1      | 8           | 0          |
| C. Stanko    | -          | -          | -           | -          | -                 | -                 | -                 | -                 | -        | -      | -           | -          |
| A. Mehmedi   | 28         | 4          | 3           | 0          | 4                 | 3                 | 0                 | 0                 | 32       | 7      | 3           | 0          |
| N. Petersen  | 12         | 9          | 0           | 0          | -                 | -                 | -                 | -                 | 12       | 9      | 0           | 0          |
| M. Philipp   | 24         | 1          | 4           | 0          | 3                 | 0                 | 0                 | 0                 | 27       | 1      | 4           | 0          |
| D. Schahin   | 12         | 0          | 1           | 0          | 2                 | 0                 | 1                 | 0                 | 14       | 0      | 2           | 0          |
| S. Freis     | 7          | 0          | 1           | 0          | 2                 | 1                 | 0                 | 0                 | 9        | 1      | 1           | 0          |
| S. Kerk      | 9          | 1          | 1           | 0          | 2                 | 0                 | 0                 | 0                 | 11       | 1      | 1           | 0          |
| P. Zulechner | 2          | 0          | 1           | 0          | -                 | -                 | -                 | -                 | 2        | 0      | 1           | 0          |